# 圣克鲁斯-达斯帕尔梅拉斯
圣克鲁斯-达斯帕尔梅拉斯是巴西圣保罗州的一个市镇。总面积295.698平方公里，总人口33583人，人口密度113.6人/平方公里。